# Otto Kolb
Otto Kolb (* 5. November 1921 in Schaffhausen; † 12. Dezember 1996 in Wermatswil, Kanton Zürich) war ein schweizerisch-amerikanischer Architekt und Designer.
Im Umfeld der Verfechter von Klassischer Moderne und Neuem Bauen beheimatet, beschäftigte er sich mit der Synthese von Kunst, Wissenschaft und Architektur. Er befasste sich früh mit ressourcenschonendem Bauen, verwendete Recyclingmaterial und entwickelte alternative Energiekonzepte. Weiterhin experimentierte er mit neuen Raumdispositionen (nicht nur horizontal, sondern auch vertikal freier Grundriss) und spektakulären Konstruktionen (Seilverspannungen).

## Leben
Kolb absolvierte zunächst eine Maurerlehre, ehe er sich am Technikum in Winterthur zum Architekten ausbilden liess. 1944 erwarb er das Diplom und trat 1945 nach einigen Praktika in das Büro des Architekten und Hochschulprofessors Alfred Roth ein. Über seinen Arbeitgeber kam er in Kontakt mit der damaligen Kunstszene und begegnete insbesondere Richard Paul Lohse und Max Bill. Nach der Heirat mit Heidi Müller entstand 1945/46 sein erstes Haus, das Atelierhaus in Brüttisellen (ZH), das er mit Möbeln ausstattete, die er selbst entworfen hatte; unter anderem mit dem «Bücherbaum» und der «Mobile-Lampe». Haus und Möbel brachten ihm den ersten publizistischen Erfolg.
Roth führte ihn in den Kreis um den Chronisten der Klassischen Moderne Sigfried Giedion und dessen Frau Carola Giedion-Welcker ein, wo er Künstlern, Architekten und Literaten begegnete wie James Joyce, Wassily Kandinsky, Le Corbusier, Paul Klee, Walter Gropius, Kurt Schwitters, Jean Arp, Max Ernst oder Aldo van Eyck. Johannes Itten holte ihn an die Kunstgewerbeschule Zürich, wo er Technisches Zeichnen an der Allgemeinen Abteilung unterrichtete, und Richard Paul Lohse edierte in der Zeitschrift Bauen + Wohnen 1947 jenen Artikel zum Thema Raumklima aus Kolbs Feder, der die Aufmerksamkeit von Serge Chermayeff, Direktor des Institute of Design (ID) in Chicago erregte.
Auf Empfehlung von Sigfried Giedion berief Chermayeff 1948 Kolb an die Nachfolgeinstitution des von László Moholy-Nagy 1937 gegründeten New Bauhaus.  Bis 1951, als das ID mit dem Illinois Institute of Technology (IIT) fusionierte, unterrichtete Kolb dort unter anderem Produkt Design, skizzierte Bauten und entwarf Möbel. Darunter sticht der Fledermaussessel heraus, der als Love Chair in der Zeitschrift Playboy gefeiert wurde – damals noch nicht die salonfähige Referenz, die sie heute darstellt. In dieser Zeit baute er sein erstes Haus auf amerikanischem Boden, das Wochenend- und Ferienhaus für Imre und Maria Horner am Lake Michigan in Beverly Shores, Indiana.
Das an das Naturschutzreservat Indiana Dunes State Park angrenzende Gebiet von Beverly Shores entwickelte sich damals zum beliebten Rückzugsort aus der Metropole Chicago. Als Attraktion hatte der Entwickler, Robert Bartlett, Modellhäuser der Chicagoer Weltausstellung von 1933/34 per Schiff über den Lake Michigan nach Beverly Shores transportieren lassen. Bis heute steht das Horner-Haus, 1996 in das National Register of Historic Places aufgenommen, in unmittelbarer Nachbarschaft zu George Fred Kecks House of Tomorrow, das an der «A Century of Progress International Exposition» als Inbegriff des Wohnens der Zukunft präsentiert worden war. Demgegenüber zeichnet sich das Horner-Haus durch einen starken Einfluss der traditionellen japanischen Architektur aus, für die Kolb ein starkes Sensorium hatte.
1951, als er das Institute verliess, trennte er sich auch von Heidi Müller und heiratete Ridi Spiesman, geb. Oppenheim, der er bei einem Besuch des 1915 von Frank Lloyd Wright errichteten Hauses für Emil Bach in Chicago begegnet war. Er intensivierte das Möbel-Design und baute – nunmehr am Hudson River mit Blick auf die New Yorker Skyline wohnhaft – die Häuser Clark (1953–57), Tennant (1957), Botway (1956–58) und Solotorovsky (1954–59). 1955 diagnostizierten die Ärzte bei Kolb einen Gehirntumor, dessen operative Entfernung und die anschliessende Rekonvaleszenz ihn bis 1957 beschäftigten. Unter den Strapazen litt auch die Ehe mit Ridi, die 1959 geschieden wurde. Im selben Jahr heiratete er die Journalistin Jane Lace. Nachdem sie während vier Jahren in der Abteilung für Öffentlichkeitsarbeit im Office of the Secretary of Defense in Washington gearbeitet hatte, war sie kurz vor der Begegnung mit Kolb 1956 nach New York gezogen, um eine Stelle bei IBM anzunehmen.
1960 übersiedelte sie mit Kolb, der in die Schweiz zurückkehrte, nach Brüttisellen. Ihre erste Wohnstätte war das Atelierhaus, das Kolb 1959 um einen Schlaftrakt erweitert hatte. Er realisierte in den folgenden Jahren die Einfamilienhäuser Schuppisser in Humlikon (1963–1966) und Vollenweider in Zufikon (1967), die Galvanische Anstalt Walt in Fällanden (1966/67) sowie das Mehrfamilienhaus Wallisellen (1961 bzw. 1968) und entwarf eine neue Möbelkollektion. Etliche Projekte blieben aber auch auf dem Papier: Vom Entwurf eines Hauses für die Familie seiner Schwester Susi Iff-Kolb über den Umbau eines Rustico in Intragna (1967) für H. Elmendorff und zwei Atelierhausprojekten für den Künstler Bill Slattery und dessen Frau Helga bis zu Wettbewerben für die Oper in Bagdad (1962) und das Stadttheater in Zürich (1963) sowie der Planung einer Überbauung des Munotquartiers in Schaffhausen (1969).
Den Lebensunterhalt bestritt er denn auch nicht als Architekt, sondern als Erfinder der Spindelnormtreppe, für die er 1965 das Patent erhielt. Es war die dem System immanente Variabilität, welche die Treppe zu einem Verkaufsschlager machte – als platzsparende Vertikalverbindung im Einfamilienhaus, als Fluchttreppe auf dem Fabrikgelände und als Aufstieg auf den Sprungturm im Schwimmbad (z. B. Weiermatt, Köniz). Zum Dreh- und Angelpunkt gestaltete Kolb die Treppe in seinem eigenen Haus in Wermatswil (1980–1982) im Zürcher Oberland – seinem Manifest und Vermächtnis.
In dem zylinderförmigen Glashaus verschmelzen Themen, mit denen sich Kolb zeitlebens befasst hat: organische Raumkonzeption und industrielle Materialisierung, die Einbettung in die Natur in japanischer Manier und der ökologische Energieeinsatz, die Anleihe an Richard Buckminster Fullers Dymaxion House und am antiken Rundtempel.
Sie ist Kolbs «Musée Sentimental» à la Daniel Spoerri (1979), sein Merzbau im Sinne Kurt Schwitters.
Gleichzeitig wurde die Villa in einer Filmdokumentation 2006 mit einem UFO assoziiert und als potenzielles Setting für James-Bond-Filme proklamiert. Sie avancierte zu einem Mekka für Architekturinteressierte und wurde 2012 von der Kantonalen Denkmalpflege Zürich als Schutzobjekt von regionaler Bedeutung eingestuft. Das erlebte ihr Architekt allerdings nicht mehr. In den 1990er Jahren erkrankte der Nichtraucher Otto Kolb an Lungenkrebs, dem er am 12. Dezember 1996 erlag.
Im Juni/Juli 2016 findet eine Ausstellung seiner Werke im Stadthaus Uster statt.

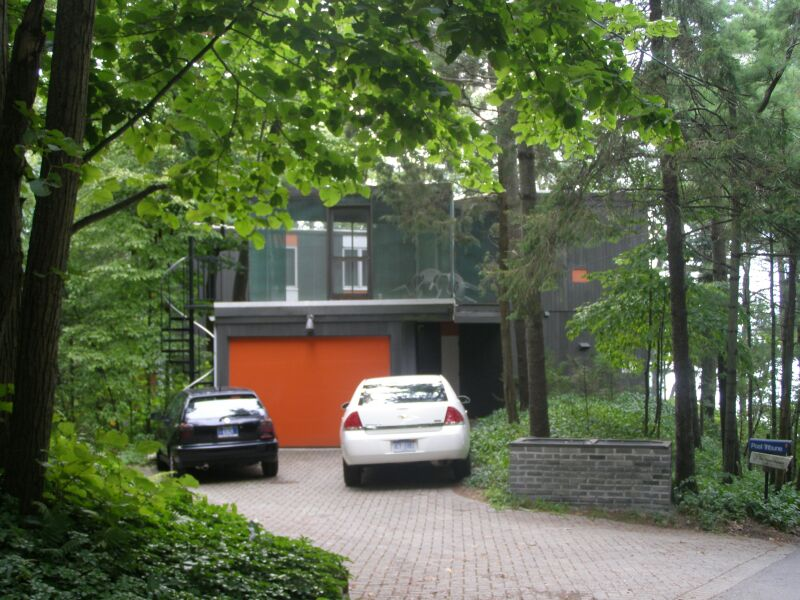
Imre and Maria Horner House in Beverly Shores

## Bauten und Projekte (Auswahl)
- Atelierhaus, Brüttisellen Zürich, 1944/45 und 1959
- Junggesellenhaus, Wildhaus St. Gallen, um 1948, Projekt
- Restaurant Seneca Grill Inc., Chicago (Illinois), 1949
- Horner House, Beverly Shores (Indiana), 1948–50
- Apartment House, Hudson Heights New Jersey, 1956, Projekt
- Clark House Plainfield (New Jersey), 1953–57
- Tennant House Plainfield (New Jersey), 1957
- Botway House Westport (Connecticut), 1956–58
- Solotorovsky House Plainfield (New Jersey), 1954
- Appartementhaus OKA Wallisellen (Zürich), 1960/61
- Appartementhaus Brissago (Tessin), 1961, Projekt
- Haus Schuppisser Humlikon (Zürich), 1963/64
- Galvanische Anstalt Walt Fällanden (Zürich), 1966/67
- Haus Vollenweider Zufikon (Aargau), 1964–68
- Munotquartier Schaffhausen, 1970, Projekt
- Villa Kolb Wermatswil (Zürich), 1980–82

## Film
- Chicago Kolb von Hagen Lettow und Christa Grüning, TV-Film von 1996